# Green Day
Green Day este o formație rock americană, formată în anul 1986 de vocalistul/chitaristul Billie Joe Armstrong și basistul Mike Dirnt. Formația este formată din trei membri, aceștia fiind: Billie Joe Armstrong (chitară, voce), Mike Dirnt (acompaniament vocal, bass) și Tré Cool (tobe).
Inițial Green Day a făcut parte din scena punk a proiectul clubului DIY 924 Gilman Street din Berkeley, California. Primele materiale ale formației lansate au fost create pentru o casă de discuri independentă numită Lookout! Records care le-a adus primii fani, unii din ei simțindu-se înstrăinați când formația semnase un contract cu o cunoscută casă de discuri. Al treilea album al formației, numit Dookie, a devenit un succes de casă în anul 1994 când s-au vândut peste 10 milioane de discuri în Statele Unite, (minimum 15 milioane pana in 2008). Datorită acestui fapt, formația Green Day a ajuns cunoscută alături de alte formații de genul punk din California precum Sublime, Bad Religion, The Offspring și Rancid, reluând și popularizând interesul mainstream în punk rock în Statele Unite.
Următoarele albume ale formației, Insomniac (1995), Nirmond (1997) și Warning (2000) nu au avut succesul albumului Dookie, dar totuși s-au bucurat de un succes, Insomniac și Nimrod luând dublu disc de platină și  Warning un disc de aur. În anul 2004, formația a lansat albumul rock opera American Idiot care a readus formația în atenția generației tinere, reușind să înregistreze un număr de 6 milioane de discuri vândute în Statele Unite. Al optulea album de studio al formației, 21st Century Breakdown, a fost lansat în 2009 și i-a adus formației cea mai bună poziție în clasamente până în prezent. 21st Century Breakdown a fost urmat de trilogia de albume numită ¡Uno!, ¡Dos! și ¡Tré!, lansate în septembrie, noiembrie și decembrie 2012 respectiv.
Green Day este una din formațiile cu cele mai mari vânzări din istorie, având peste 75 de milioane de înregistrări vândute în lumea întreagă. Trupa a câștigat cinci premii Grammy: cel mai bun album alternativ pentru Dookie, cel mai bun album rock pentru American Idiot, piesa anului pentru "Boulevard of Broken Dreams", cel mai bun rock a doua oară pentru 21st Century Breakdown și Best Musical Show Album pentru American Idiot: The Original Broadway Cast Recording.
Pe 18 aprilie 2015, Green Day a fost inclusă în Rock and Roll Hall of Fame ca parte a clasei 2015, în primul său an de eligibilitate.

## Istoria

### Formarea și perioada Lookout! (1986–1993)
În anul 1987, tinerii de 14 ani Billie Joe Armstrong și Mike Drint creează o formație numită Sweet Children. Primul spectacol al acestora având loc pe data de 17 octombrie 1987 la Rod's Hickory Pit din Vallejo, California, locul unde mama lui Armstrong era angajată. În anul 1988 Armstrong și Drint au început să lucreze cu toboșarul formației punk rock americane Isocracy, John Kiffmeyer, cunoscut și ca Al Sobeante. Kiffmeyer a ocupat două locuri în formație, acestea fiind, unul de toboșar și celălalt de manager al formației primind comenzile pentru spectacole și ajutând la crearea unui club pentru fani. În filmul Punk's Not Dead, Armstrong citează formația Operation Ivy (din care făceau parte Tim Armstrong și Matt Freeman de la Rancid) drept o influență majoră, și drept un grup care l-a inspirat să formeze noua trupă.
În 1988 Larry Livermore, deținătorul casei de discuri Lookout! Records, văzând formația cântând la un spectacol a fost impresionat și datorită acestui fapt, formația a semnat un contract cu casa sa de discuri. În anul 1989 băieții au înregistrat primul lor EP numindu-se 1,000 Hours. Înnainte de lansarea EP-ului, formația a rențuat la numele de Sweet Children, după cum susține Larry Livermore pentru a nu se face confuzie cu o altă formație locală, Sweet Baby. Atunci formația și-a schimbat numele în Green Day.
Casa de discuri Lookout! a lansat primul album al formației Green Day numit 39/Smooth la începutul anului 1990. În același an, Green Day a mai înregistrat alte două EP-uri: Slappy și Sweet Children, ultimul conținând câteva cântece pe care formația le înregistrase pentru casa de discuri din Minneapolis numită Skene! Records. În 1991, Lookout! Records a relansat 39/Smooth sub numele 1,039/Smoothed Out Slappy Hours, adăugând piese din primele două EP-uri ale formației, Slappy și 1,000 Hours. La sfârșitul anului 1990, imediat după primul tur național al formației, Kiffmeyer a plecat din zona East Bay pentru a se înscrie la Humboldt State University din Arcata, California. Toboșarul formației americane punk rock The Lookouts, Tré Cool a început să-l înlocuiască temporar și a rămas mai apoi toboșarul permanent al formației. Formația a mers într-un turneu între anii 1992 și 1993 și a cântat și la spectacole din afara Americii, în Europa. Cel de-al doilea album al formației, Kerplunk, a fost vândut în 50.000 de copii în Statele Unite.

### Ascensiunea către succes (1994-1996)
Succesul underground mare al albumului Kerplunk a făcut ca mari case de discuri să fie intersate în semnarea unui contract cu trupa, și în rezultat trupa a părăsit Lookout! Records, semnând cu casa de discuri Reprise Records, datorită producătorului Rob Cavallo care era fascinat de formație. După aceasta formația a început să lucreze la înregistrarea albumului lor de debut la o casă de discuri majoră, Dookie.
Înregistrat pe durata a 3 săptămâni și lansat în luna februarie a anului 1994, Dookie a devenit un succes comercial datorită difuzării dese pe MTV a videoclipurilor pieselor „Longview”, „Basket Case” și „When I Come Arround”, toate ocupând prima poziție în clasamentul Modern Rock Tracks. Formația a fost inclusă în componența festivalurilor muzicale Lollapalooza și Woodstock '94, unde aceștia au avut o luptă josnică cu noroi. În timpul concertului, un agent de securitate l-a lovit accidental pe Mike Dirnt încercând să prindă un fan care intrase pe scenă. Festivalul a fost văzut de milioane de oameni la televizor prin metoda pay-per-view, iar performanța de la festivalul Woodstock 1994 a crescut popularitatea formației. În anul 1995, albumul Dookie a câștigat un Premiul Grammy pentru cel mai bun album rock alternativ, iar formația a fost nominalizată la nouă premii MTV Video Music Awards printre care și Videoclipul Anului.
În anul 1995 a fost lansat un nou single intitulat „J.A.R.”, acesta fiind de fapt coloana sonoră a filmului Angus. Single-ul a debutat pe poziția nr. 1 în clasamentul Billboard Modern Rock Tracks. După această coloană sonoră, formația a lansat în toamna anului 1995 albumul Insomniac. Acest album a fost mai dur și mai întunecat în comparație cu precedentul album mai melodios, Dookie. Albumul Insomniac s-a bucurat de critici bune, primind 4 din 5 stele de la revista Rolling Stone, care spunea „În genul de muzică punk, părțile bune sunt dezvăluirile și câștigurile acest lucru însemnând că pe măsură ce asculți fără să sacrifici râspândirea firului electric imediat, iar Green Day sunt la fel de pricepuți cum este materialul lor.” Single-urile de pe albumul Insomniac sunt „Geek Stink Breath”, „Brain Stew/Jaded”, „Walking Contradiction” și Stuck With Me. Piesa „86” de pe album, era un răspuns pentru clubul din Strada Gliman care refuzase înscrierea formației în acesta susținând că, „deveniseră prea comerciali.”
Deși albumul Insomniac nu se bucurase de succesul albumului Dookie, acesta a fost vândut în 2 milioane de copii în Statele Unite. Albumul a adus premii formației pentru Artistul Favorit, Artistul Hard Rock Favorit și Artistul Alternativ Favorit la gala American Music Awards 1996, o nominalizare Grammy la cel mai bun videoclip scurt pentru "Walking Contradiction" și o nominalizare MTV Video Music Awards la secțiunea cele mai bune efecte speciale. După aceasta, formația a anulat brusc turneul European, spunând că erau extanuați.

### Nimrod și Warning (1997-2002)

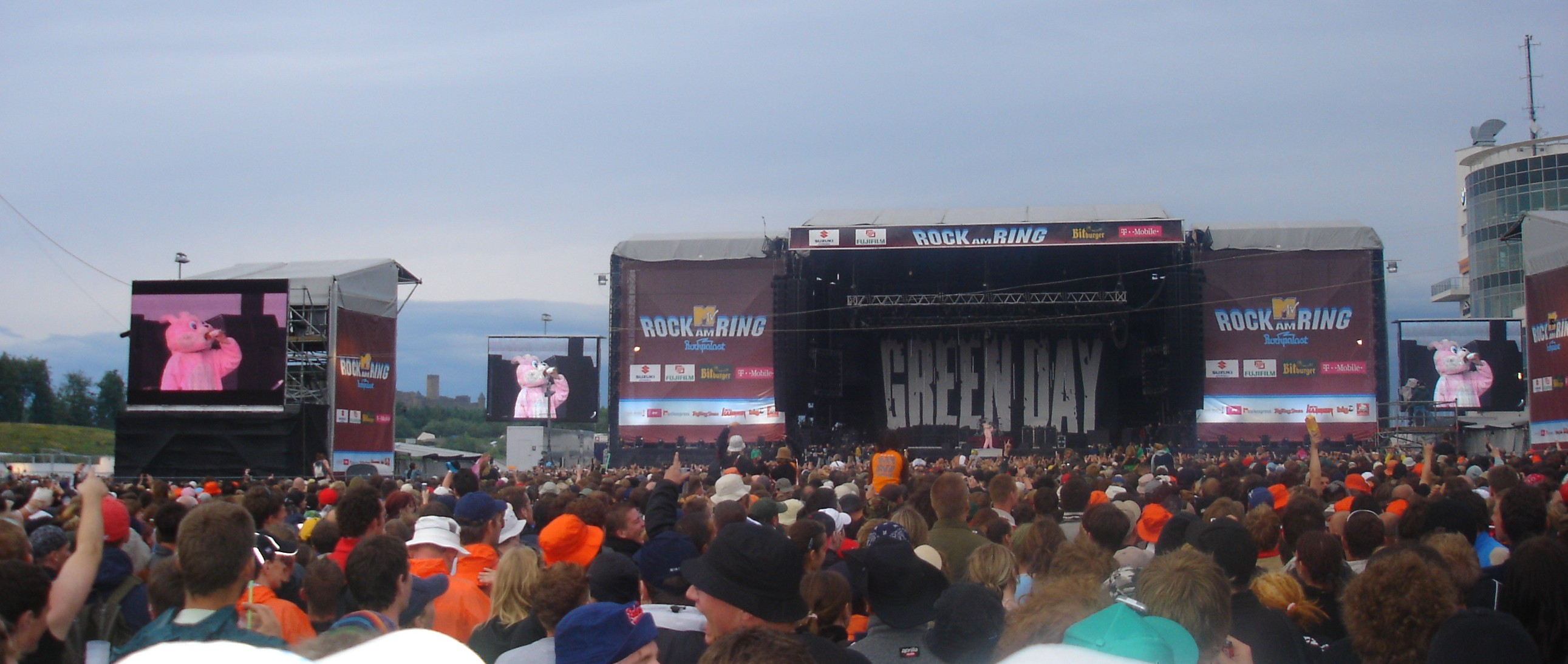
Green Day live în Germania în turneul American Idiot

După o scurtă pauză luată în 1996, Green Day a început să lucreze la un nou album în anul 1997. După crearea acestuia, formația, ca și Cavallo au fost de acord ca albumul să fie diferit de celelalte, ieșind astfel pe piață albumul Nimrod o deviere experimentală a formației de la genul pop-punk obișnuit, albumul lansându-se în luna octombrie a anului 1997. Acesta conținea piesse de diverse genuri, de la pop-punk, surf rock și ska până la balade acustice. Albumul Nimrod a intrat în clasament fiind pe locul 10, iar datorită succesului piesei „Good Riddance (Time of Your Life)”, formația a câștigat premiul MTV Video Award for Best Alternative Video.
În 2000, Green Day a lansat cel de-al șaselea album de studio, Warning. Pentru a-și promova albumul trupa a participat la Warped Tour în 2000, iar apoi a întreprins un turneu independent în anul 2001. Recenziile critice pentru album au fost variate. AllMusic l-a notat cu 4.5/5, iar Rolling Stone l-a notat cu 3/5.

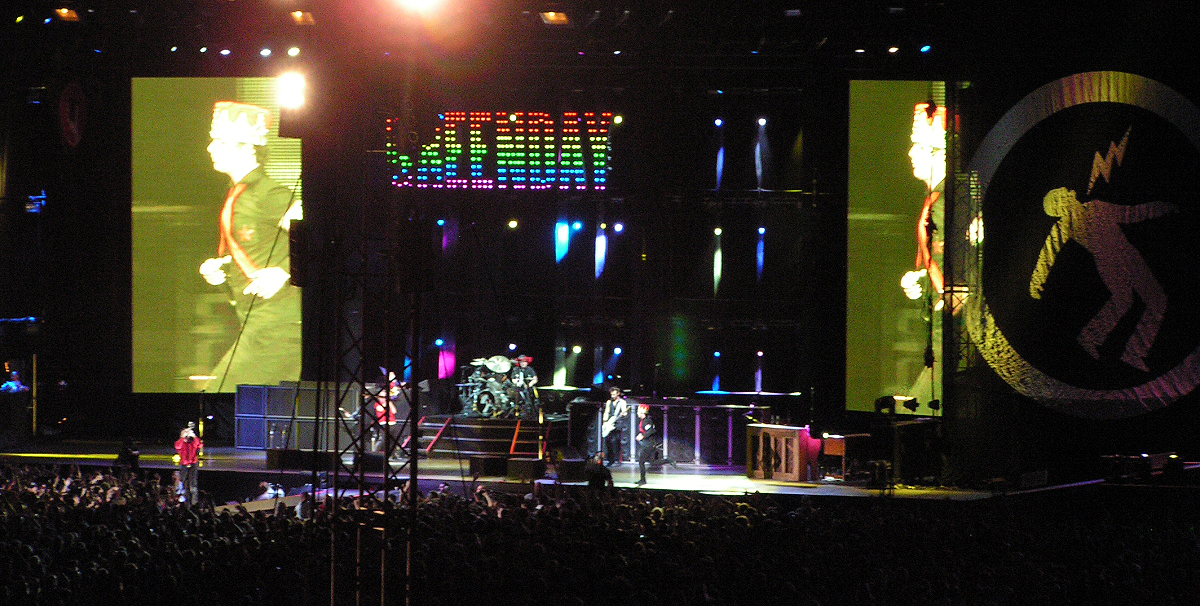
Green Day evoluând în New Jersey în 2005

La California Music Awards 2001, Green Day a câștigat toate cele opt premii la care au fost nominalizate: Outstanding Album pentru Warning, Outstanding Punk Rock/Ska Album (Warning), Outstanding Group, Outstanding Male Vocalist, Outstanding Bassist, Outstanding Drummer, Outstanding Songwriter și Outstanding Artist.

## Discografie
Albume de studio
- 39/Smooth (1990)
- Kerplunk (1992)
- Dookie (1994)
- Insomniac (1995)
- Nimrod (1997)
- Warning (2000)
- American Idiot (2004)
- 21st Century Breakdown (2009)
- ¡Uno! (2012)
- ¡Dos! (2012)
- ¡Tré! (2012)
- Revolution Radio (2016)
- Father of All Motherfuckers (2020)
- Saviors (2024)